# Màng tai
Màng nhĩ (còn gọi là màng tai - tympanic membrane) là một màng mỏng hình bầu dục, lõm ở giữa, nằm hơi nghiêng ra sau, ngăn cách hoàn toàn ống tai ngoài và tai giữa, bịt lên hòm tai như màng trống bịt vào tang trống. Chức năng của nó là để truyền tải âm thanh từ không khí vào tai qua ba xương nhỏ bên trong tai giữa, rồi vào cửa sổ hình bầu dục trong ốc tai chứa đầy chất dịch lỏng. Mục đích của quá trình nhằm chuyển đổi và khuếch đại rung động trong không khí thành rung động trong chất lỏng. Ba xương nhỏ trong tai giữa lần lượt có tên là xương búa, xương đe và xương bàn đạp. Màng nhĩ tuy có lớp xơ ở giữa tương đối chắc, nhưng lại rất dễ bị phá hủy gây thủng khi có viêm nhiễm hoặc ứ đọng dịch trong tai giữa. Màng nhĩ cũng dễ bị rách thủng khi có các chấn thương cơ học (chọc, ngoáy vào tai), chấn thương áp lực (lặn sâu, bị tát vào tai, sức ép do bom đạn...) hoặc chấn thương âm.
Vỡ hoặc thủng màng nhĩ có thể dẫn đến mất thính giác từ từ. Sự rách hoặc teo lại của màng nhĩ cũng có thể gây ra mất thính lực dẫn hoặc thậm chí là bệnh cholesteatoma.

## Vị trí và quan hệ
Màng nhĩ là nơi tiếp giáp của tai ngoài tại ống tai ngoài và tai giữa tại hòm nhĩ. Về mặt hình thái, màng nhĩ mỏng, màu xám lóng lánh, hơi trong suốt, hình bầu dục, có đường kính thẳng đứng khoảng 9 đến 10 mm, đường kính ngang khoảng 8 đến 9 mm.
Màng nhĩ đặc biệt liên quan đến hố sọ giữa, phía sau các xương nhỏ trong tai và dây thần kinh mặt, phía dưới là tuyến mang tai và phía trước là khớp thái dương.
Nhìn từ ngoài vào bằng hình soi màng nhĩ, ta có thể thấy được hình cán xương búa in trên màng nhĩ (được gọi là tia búa). Tia búa đi từ rốn màng nhĩ đến lồi búa là bóng của mỏm ngoài xương búa.

## Cấu tạo
Màng nhĩ gồm có 2 phần:
- Phần trên nhỏ, mỏng và mềm, dính trực tiếp vào xương đá ở khuyết nhĩ, gọi là phần chùng.
- Phần dưới lớn và dày, chắc hơn, bám vào rãnh nhĩ bởi một vòng sụn sợi, gọi là phần căng.
Giới hạn của 2 phần này là nếp búa trước và nếp búa sau. Mặt ngoài của màng nhĩ lõm do cán xương búa kéo vào trong, nơi lõm nhất là rốn màng nhĩ.
Xét về các lớp cấu thành, có thể chia màng nhĩ thành 4 lớp:
- Lớp da: liên tiếp với da của ống tai ngoài.
- Lớp sợi: bao gồm 2 lớp là lớp tia và lớp vòng, không có phần chung.
- Lớp niêm mạc: liên tiếp với niêm mạc hòm nhĩ.

## Mạch máu và thần kinh
Màng nhĩ được cấp máu bởi động mạch tai sâu và động mạch nhĩ trước là nhánh của động mạch hàm.
Ở mặt ngoài màng nhĩ có nhánh tai thái dương của thần kinh hàm dưới và nhánh tai của thần kinh lang thang. Ở mặt trong có nhánh thần kinh nhĩ của thần kinh thiệt hầu.

## Thủng màng nhĩ chủ động
Người Bajau vùng Thái Bình Dương cố ý làm thủng màng nhĩ của họ từ nhỏ để thuận lợi lặn và săn bắt dưới biển. Những người Bajau già vì thế nghe rất khó khăn.
Trong Thế chiến II, không quân Đức cho chọc thủng màng nhĩ của các phi công chiến đấu để hạn chế các vấn đề về áp suất không khí và thậm chí nhét dây thừng vào để các vết thương khó lành, điều này khiến các phi công trên điếc vĩnh viễn.

## Thủng màng nhĩ không chủ động
Thủng màng nhĩ không chủ động thường do các chấn thương do nổ trong các cuộc bạo động, trong di chuyển hàng không, thường khi việc tắc nghẽn do một bệnh nhiễm trùng đường hô hấp trên đã ngăn cản cân bằng áp lực trong tai giữa. Nó cũng xảy ra trong thể thao và giải trí như khi bơi lặn mà tiếp nước trong tư thế quá tồi hoặc lặn sâu và võ thuật. Trong tài liệu đã được công bố, 80% đến 95% đã hồi phục hoàn toàn mà không cần sự can thiệp trong 2-4 tuần. Tuy nhiên, điều hiển nhiên là mức độ chấn thương càng nặng thì sẽ càng nguy hiểm tới thính giác đặc biệt trong môi trường chiến đấu hay quân sự. Tất cả các dạng trên kể cả thể thao đều xếp loại là chấn thương do nổ. Nhiều bệnh nhân sẽ mất thính giác ngắn hạn hoặc ù tai. Một số ít sẽ mất cân bằng tạm thời dữ dội (chóng mặt).Họ có thể bị chảy máu từ ống tai nếu màng nhĩ đã bị vỡ.

## Hình ảnh

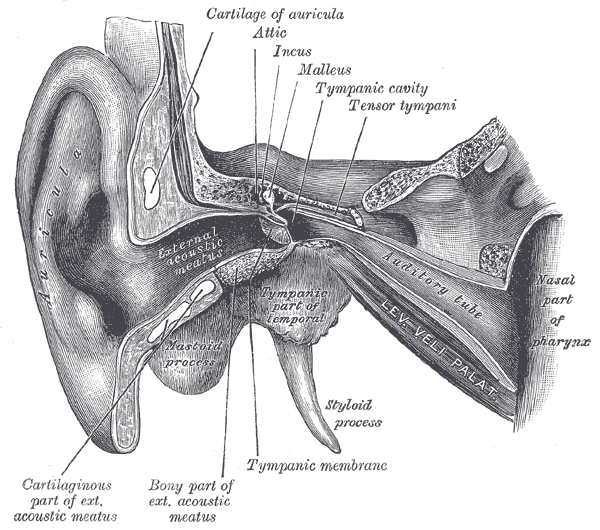
Tai ngoài và tai giữa, mở từ phía trước, bên phải
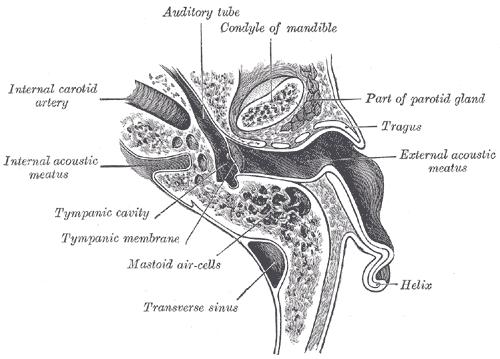
Phần cắt ngang bên trên tai trái
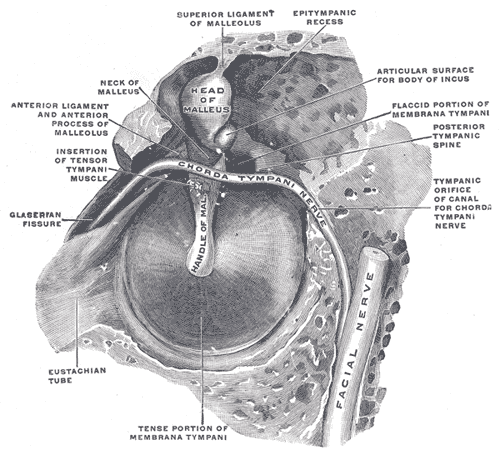
Màng nhĩ phải với xương búa và dây chằng màng nhĩ xem từ trong, dưới và trên.
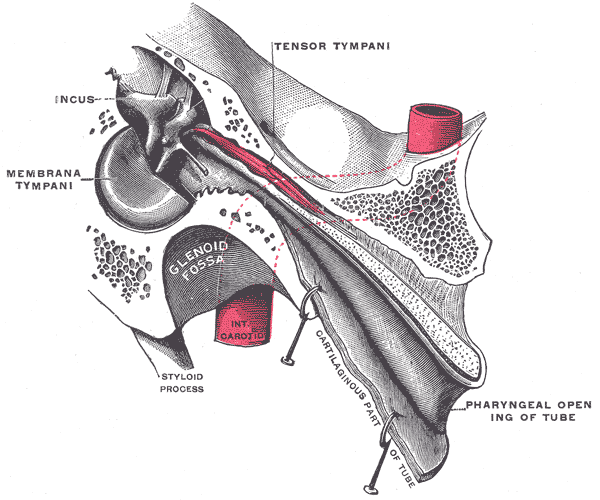
Ống tai, mở bằng một vết cắt trục dài.
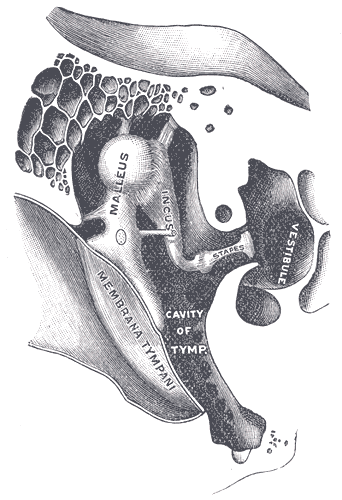
Chuỗi xương nhỏ và dây chằng của chúng.
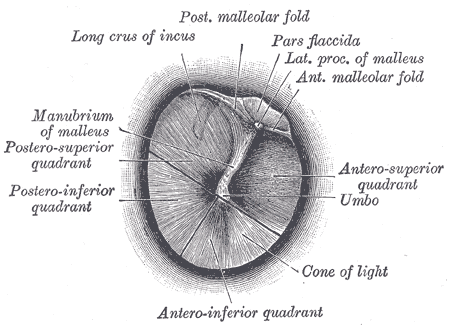
Màng nhĩ phải khi xem bằng dụng cụ mỏ vịt.